# Pine Point
Pine Point is een plaats (census-designated place) in de Amerikaanse staat Minnesota, en valt bestuurlijk gezien onder Becker County.

## Demografie
Bij de volkstelling in 2000 werd het aantal inwoners vastgesteld op 337.

## Geografie
Volgens het United States Census Bureau beslaat de plaats een oppervlakte van
33,2 km², waarvan 30,1 km² land en 3,1 km² water.

## Plaatsen in de nabije omgeving
De onderstaande figuur toont nabijgelegen plaatsen in een straal van 36 km rond Pine Point.